# Gustav von Wangenheim
Gustav von Wangenheim, född 18 februari 1895 i Wiesbaden i Kejsardömet Tyskland, död 5 augusti 1975 i Östberlin, var en tysk skådespelare, manusförfattare och regissör. Han var son till den tyske skådespelaren Eduard von Winterstein. På 1920-talet medverkade von Wangenheim som skådespelare i flera tyska expressionistsiska stumfilmer, bland dem skräckfilmen Nosferatu.
von Wangenheim filmdebuterade år 1916. Han var medlem i Tysklands kommunistiska parti från 1921. Efter NSDAPs maktövertagande 1933 valde han att bosätta sig i Moskva. Tiden i Sovjetunionen blev senare kontroversiell då det hävdats att von Wangenheim agerat informatör, vilket ledde till att de två tyska skådespelarna Carola Neher och hennes make Anatol Becker dött till följd av att ha stämplats som trotskister. Wangenheim kunde återvända till Tyskland 1945 och blev regissör på DEFA. Han blev också medlem av Tysklands socialistiska enhetsparti. Under sina sista aktiva år på 1970-talet arbetade han som regissör på teatern i Altenburg.

## Filmografi, i urval

### Roller
- 1916 – Brunnen
- 1920 – Krögarens döttrar
- 1920 – Romeo und Julia im Schnee
- 1922 – Nosferatu
- 1923 – Schatten - Eine nächtliche Halluzination
- 1923 – Der steinerne Reiter
- 1929 – Månraketen
- 1931 – Danton

### Regi och manus
- 1936 – Kämpfer
- 1948 – Und wieder 48
- 1950 – Der Auftrag Höglers
- 1952 – Heimliche Ehen